# Joyas del Reich

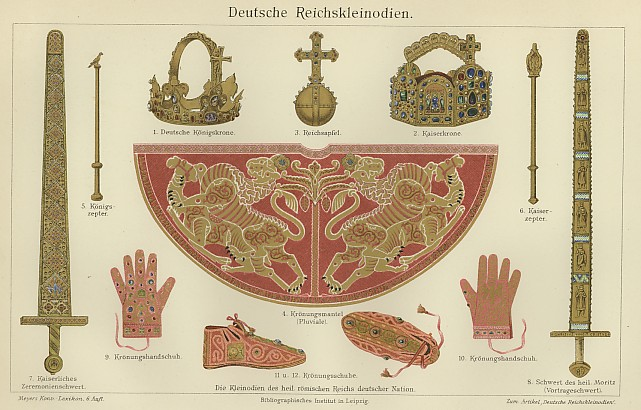
Las joyas imperiales, dibujo en color de 1909.

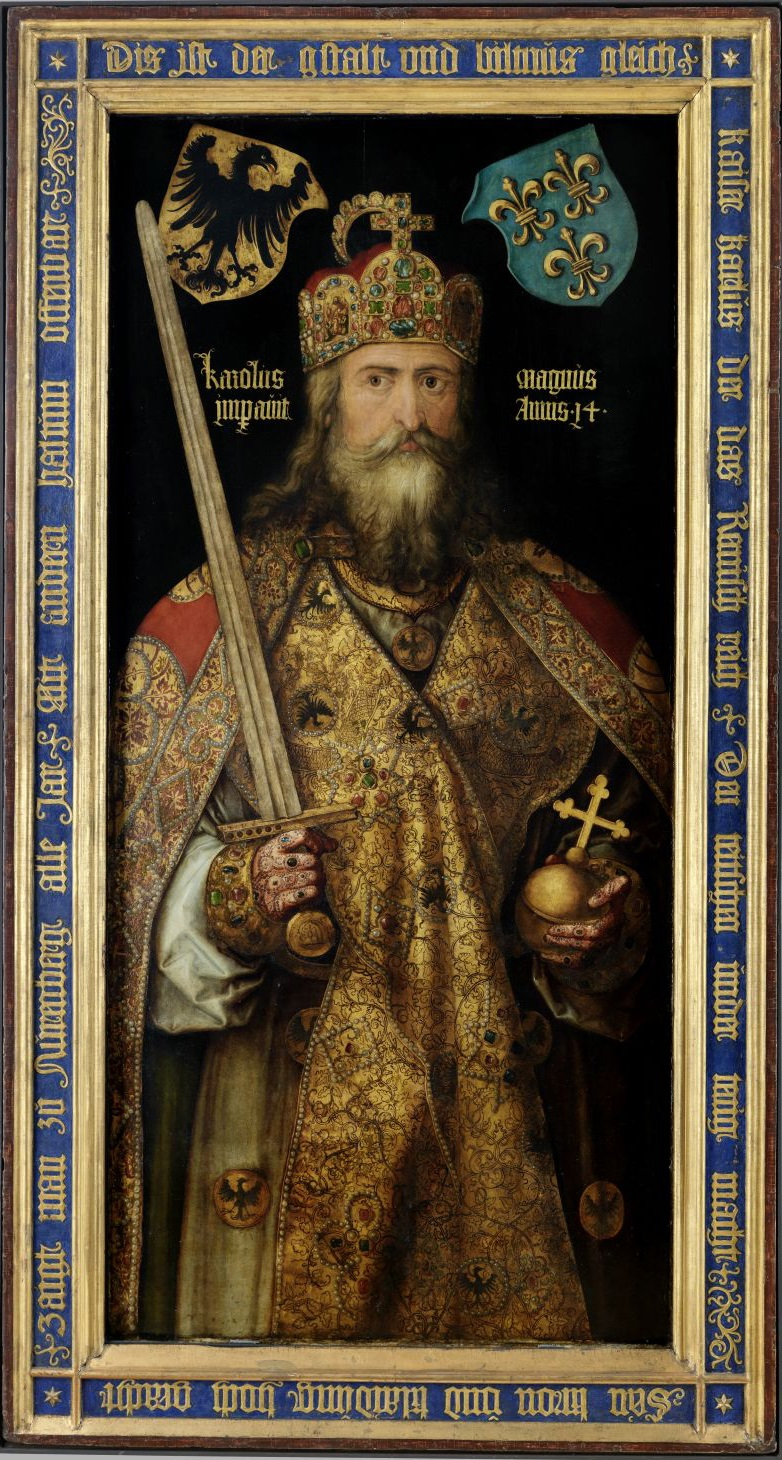
Carlomagno, portando las Insignias Imperiales en un cuadro de Alberto Durero.

Las joyas del Reich o joyas imperiales (en alemán: Reichskleinodien), también insignias imperiales (Reichsinsignien) o tesoro imperial (Reichsschatz), son las joyas de los reyes de los pueblos germánicos y emperadores del Sacro Imperio Romano Germánico. Estas incluyen la Corona Imperial, la Lanza Sagrada y la Espada Imperial, como las más importantes. En la actualidad se hallan en el Palacio Imperial de Hofburg de Viena.
Las joyas imperiales incluyen las únicas coronas de la Edad Media que permanecen casi completamente intactas.

## Concepto de Imperial
Para este periodo y hasta la Alta Edad Media, el concepto de Imperial resulta inadecuado, ya que la idea de Imperio en relación con las joyas sería posterior. Los nombres dados a cada objeto ligados al sustantivo imperial son debidos al inventario del Castillo de Trifels que se redactó a partir del año 1246, donde aparece de nuevo el término Keizer.
Por lo tanto, queda claro que en este momento la referencia a la persona y al despacho del gobernador es decisivo para la presentación de las candidaturas. Además, la existencia del tesoro imperial de la época de Carlos IV no era estable. Las piezas se añadían, cambiaban o se reponían unas piezas por otras. Sin embargo, la historiografía añade a las joyas o tesoro el término "Imperial" por razones prácticas.

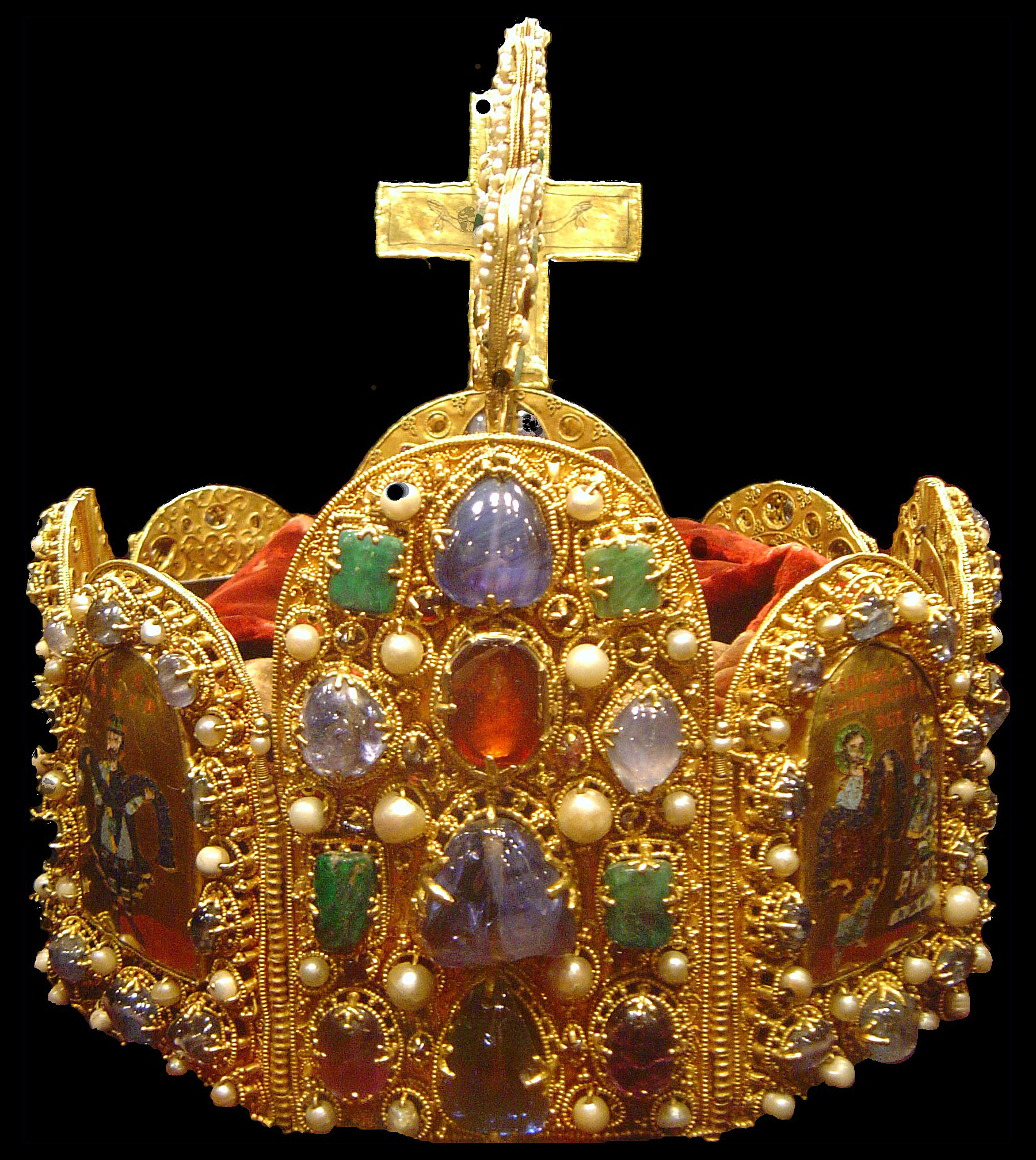
Corona Imperial (Reichskrone).
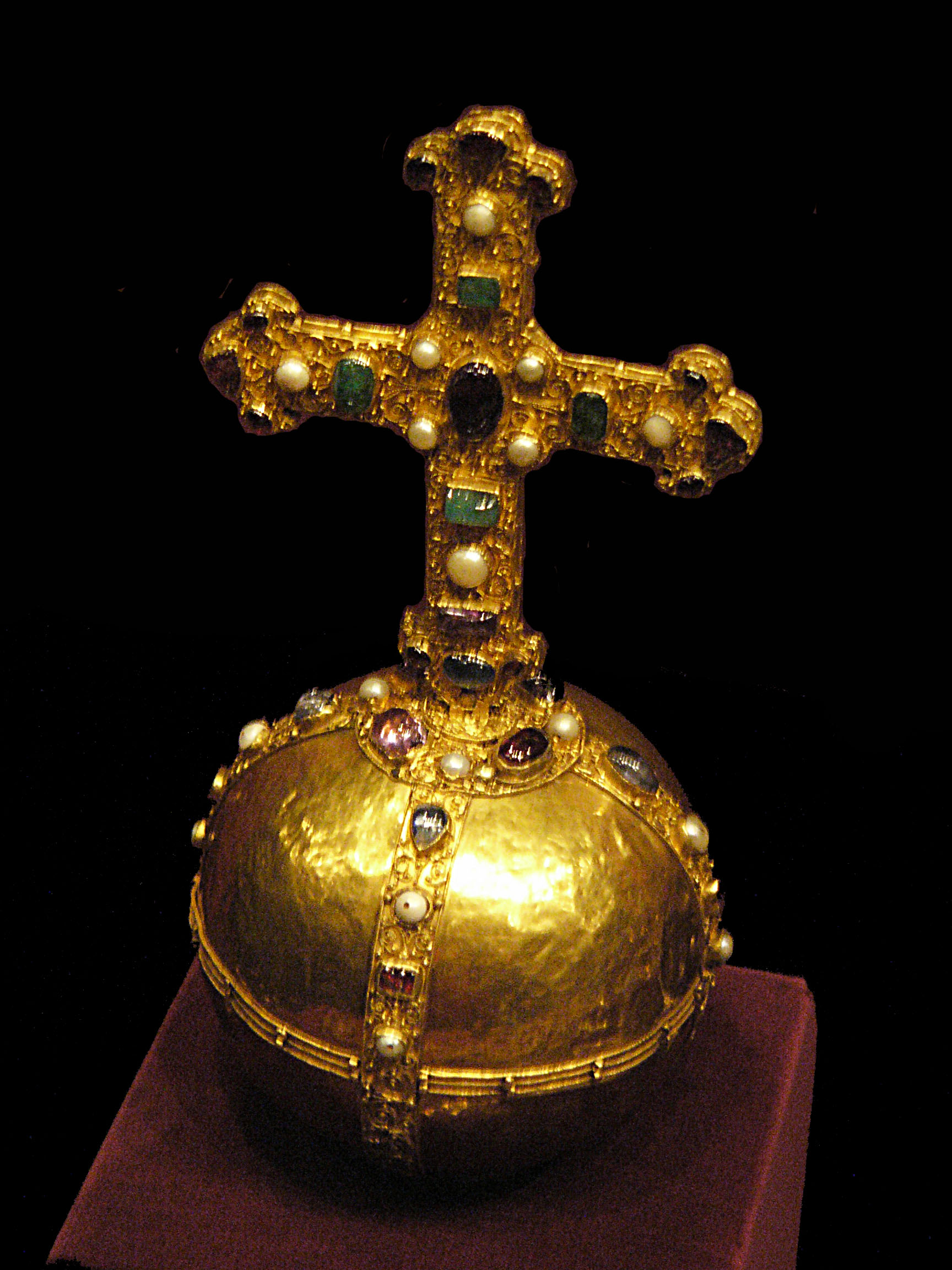
Orbe Imperial (Reichsapfel).
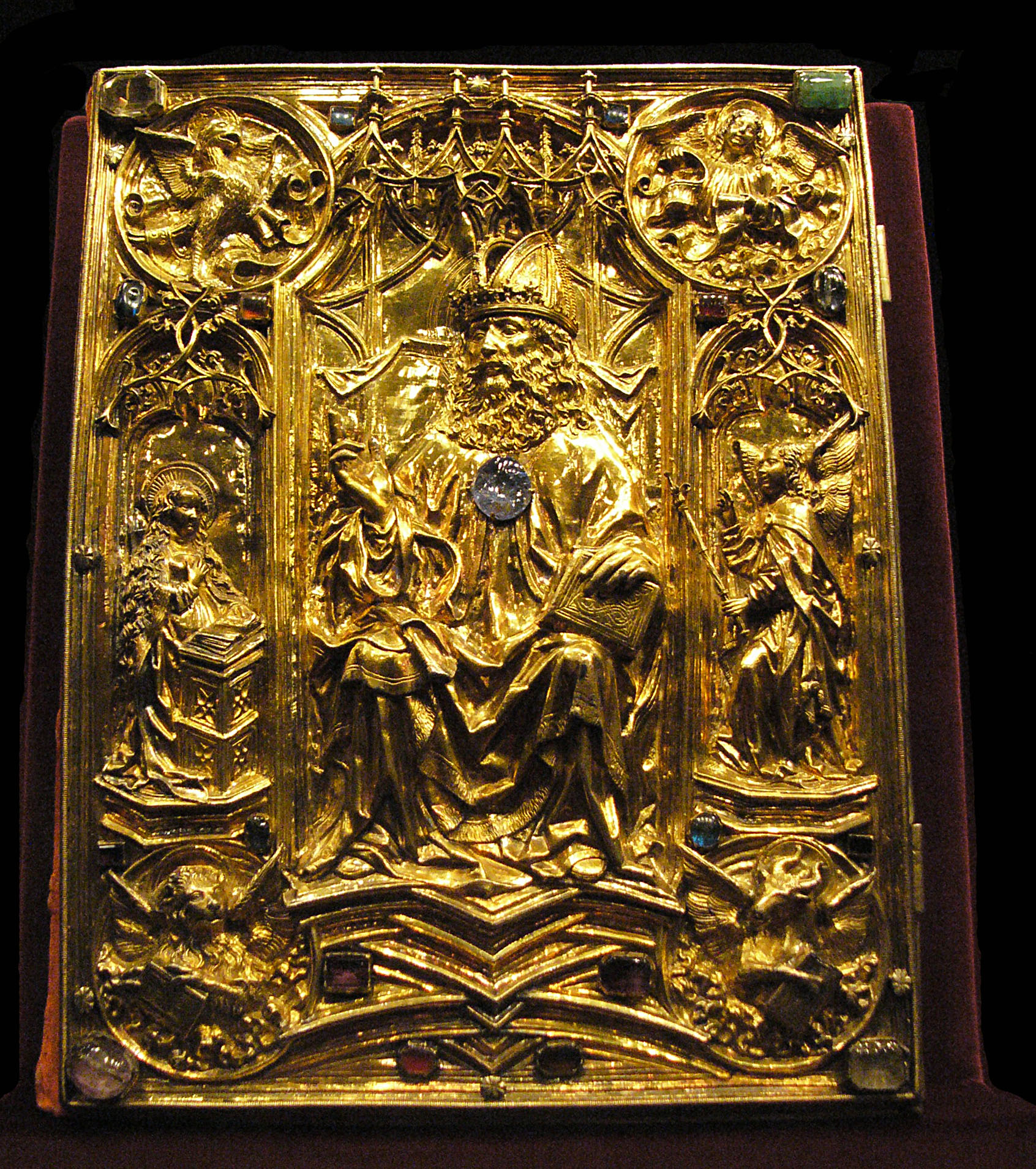
Evangelio de la Coronación (Krönungsevangeliar).
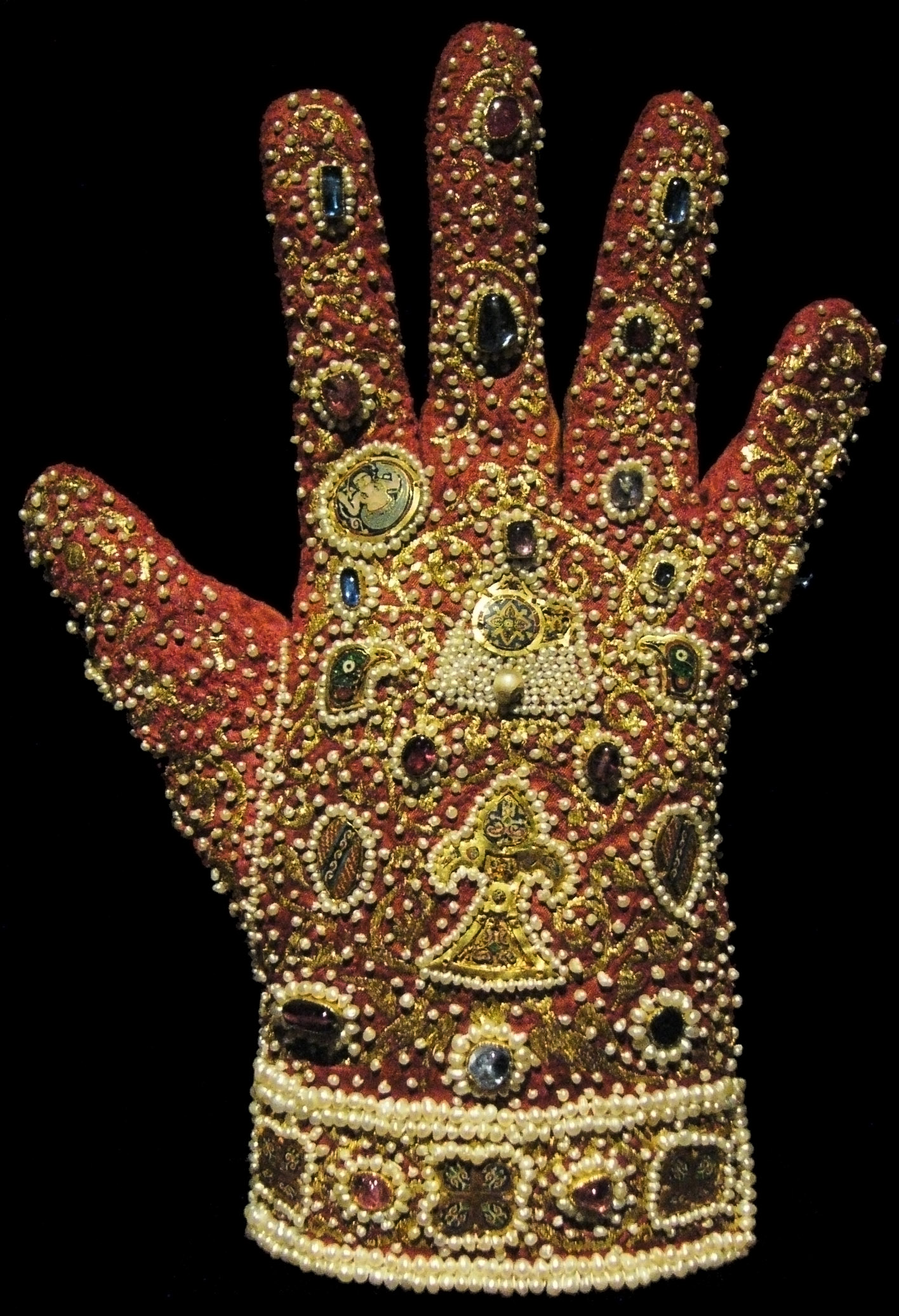
Guante procedente de Palermo, anterior a 1220.